# Hürtgen
Hürtgen ist ein Ortsteil der Gemeinde Hürtgenwald im Kreis Düren, Nordrhein-Westfalen.
Sitz der Verwaltung der Gemeinde Hürtgenwald ist Kleinhau, während Hürtgen Namensgeber für die Gemeinde und das umliegende Waldgebiet Hürtgenwald (Forst) ist.

## Lage
Der Ort liegt im Nationalpark Eifel in der Rureifel und im Naturpark Nordeifel in der Nordeifel. Nachbarorte sind Vossenack und Kleinhau.
Nahe bei Hürtgen liegt die Wehebachtalsperre.

## Geschichte
Der Ortsname stammt, so die Geschichtsforscher, vom mittelalterlichen Wort hurt = Umgebung ab. Der Sage nach hat hier eine umhegte Jagdhütte Karls des Großen gestanden.
Bodenfunde lassen auf eine erste Besiedlung in der Jungsteinzeit zwischen 3000 und 1800 vor Christus schließen.
Am 21. Februar 1903 kam es zu einer großen Brandkatastrophe in Hürtgen. Es fielen von 115 geschlossen zusammenliegenden Wohnhäusern insgesamt 84 in Schutt und Asche, unter anderem auch Kirche und Schule.

### Zweiter Weltkrieg

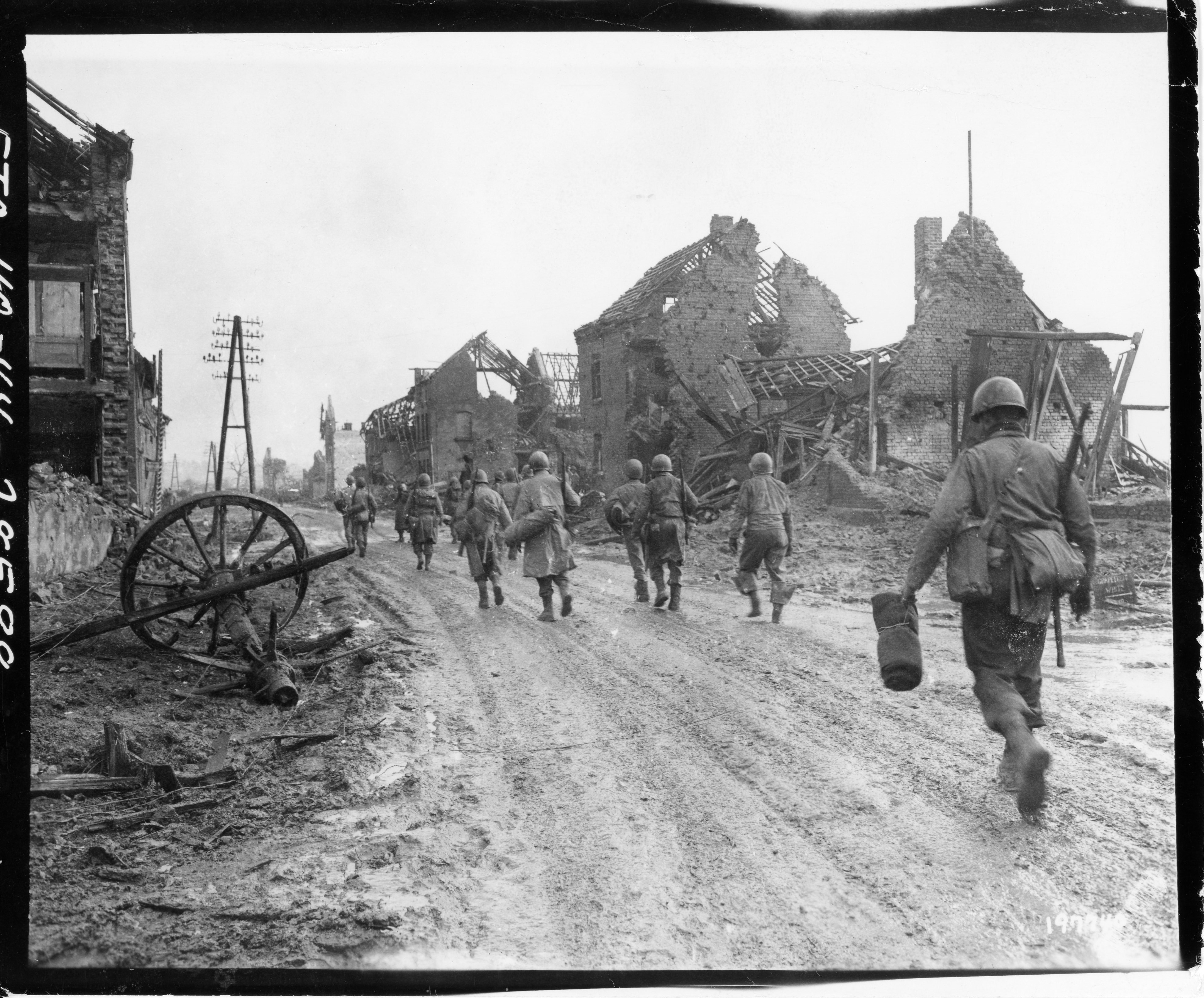
Amerikanische Infanteriesoldaten am 6. Dezember 1944 in Hürtgen, auf ihrem Weg zur Frontlinie

Im Gemeindebereich fand 1944 die Allerseelenschlacht um Vossenack und Hürtgen statt, bei der etwa 60.000 Soldaten starben. Obwohl die Amerikaner aufgrund ihrer zahlenmäßigen Überlegenheit letztendlich siegten, haben sie in der „Hölle im Hürtgenwald“ die schlimmste Niederlage während des gesamten Zweiten Weltkrieges im Westen erlitten. General James Gavin, der Kommandeur der 82. US-Fallschirmjägerdivision, urteilte nach dem Kampf:

„Es war die verlustreichste, unproduktivste und schlechtest geführte Schlacht, die unsere Armee geschlagen hat.“

Die Schlacht im Hürtgenwald tobte vom September 1944 bis zum Februar 1945. In dieser Zeit wechselte das Forsthaus Hürtgen mehrfach den Besitzer. Am 26. November 1944 eröffneten die Amerikaner den Angriff auf Hürtgen. Es gelang ihnen an diesem Tag, das langumkämpfte Forsthaus endgültig zu nehmen und in den Ort einzudringen. Es folgten zweitägige schwere Häuserkämpfe, bei denen der schon schwer in Mitleidenschaft gezogene Ort fast vollständig zerstört wurde. Erst am Nachmittag des 28. November 1944 bekamen die Amerikaner, die ihre Panzer nach vorne gebracht hatten, Hürtgen vollständig unter ihre Kontrolle.
Der TV-Anti-Kriegsfilm The Sound of War handelt von der Schlacht im Hürtgenwald.

### Neugliederung
Am 1. Juli 1969 schlossen sich die ehemals selbstständigen, im Amtsverband Straß-Bergstein verwalteten Gemeinden Bergstein, Brandenberg, Gey, Großhau, Hürtgen, Kleinhau und Straß freiwillig zur Gemeinde Hürtgenwald zusammen. Im Rahmen der kommunalen Neugliederung (Aachen-Gesetz) entstand die Gemeinde Hürtgenwald durch die Eingliederung von Vossenack am 1. Januar 1972 in ihrer jetzigen Größe.

## Kirche

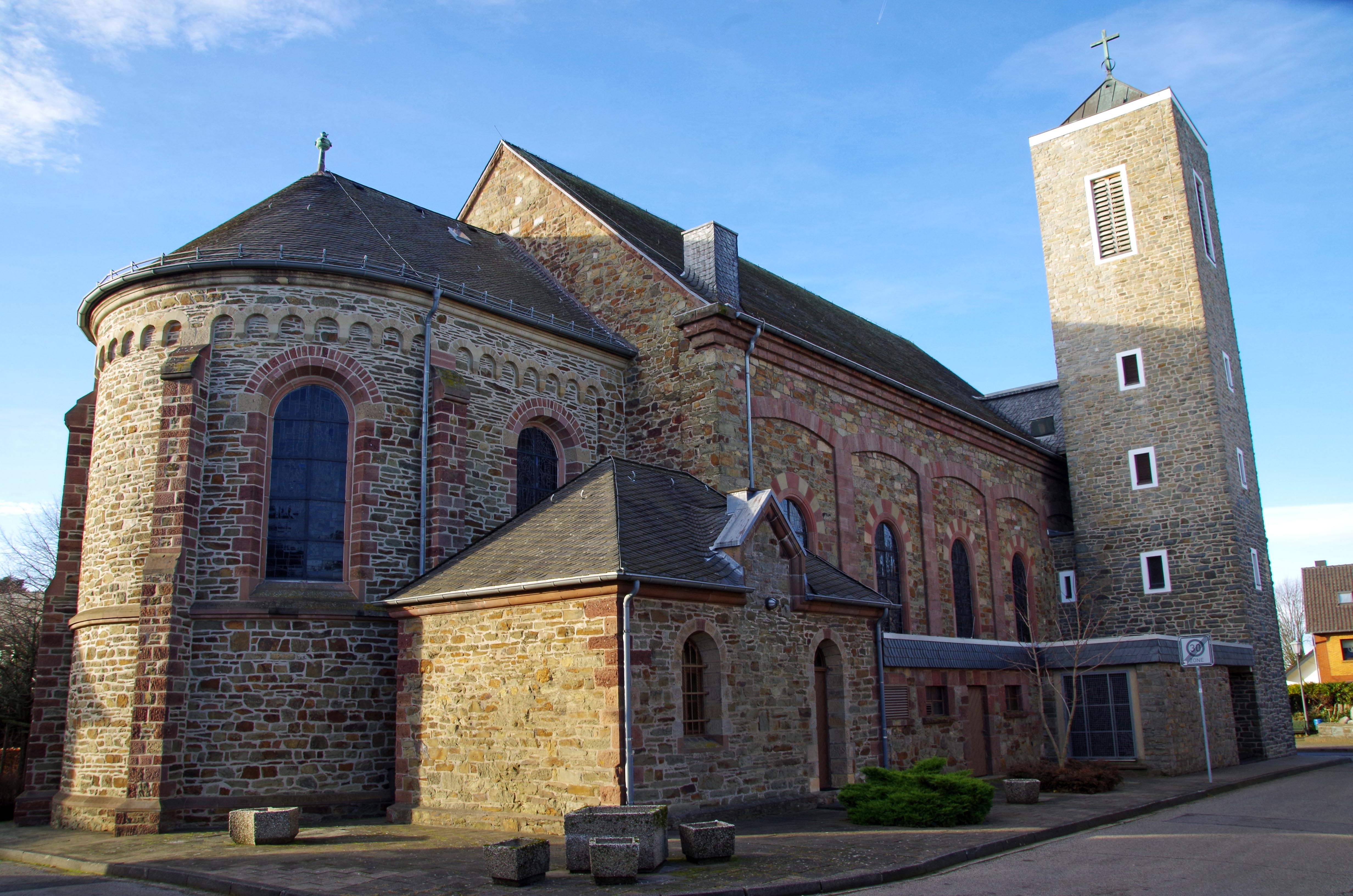
Heilig Kreuz (2019)

Das völlig zerstörte Kirchengebäude vom Heiligen Kreuz wurde bereits 1949 wieder aufgebaut. Erst 1966 kam wieder ein aus Bruchsteinen gemauerter Kirchturm hinzu. Dies war dann schon der vierte Kirchenneubau seit der ersten Kapelle im Jahre 1684. 1804 wurde Hürtgen selbstständige Pfarre. Die heutige Kirche wird „Friedensgedächtniskirche“ genannt.

## Kriegsgräberstätte

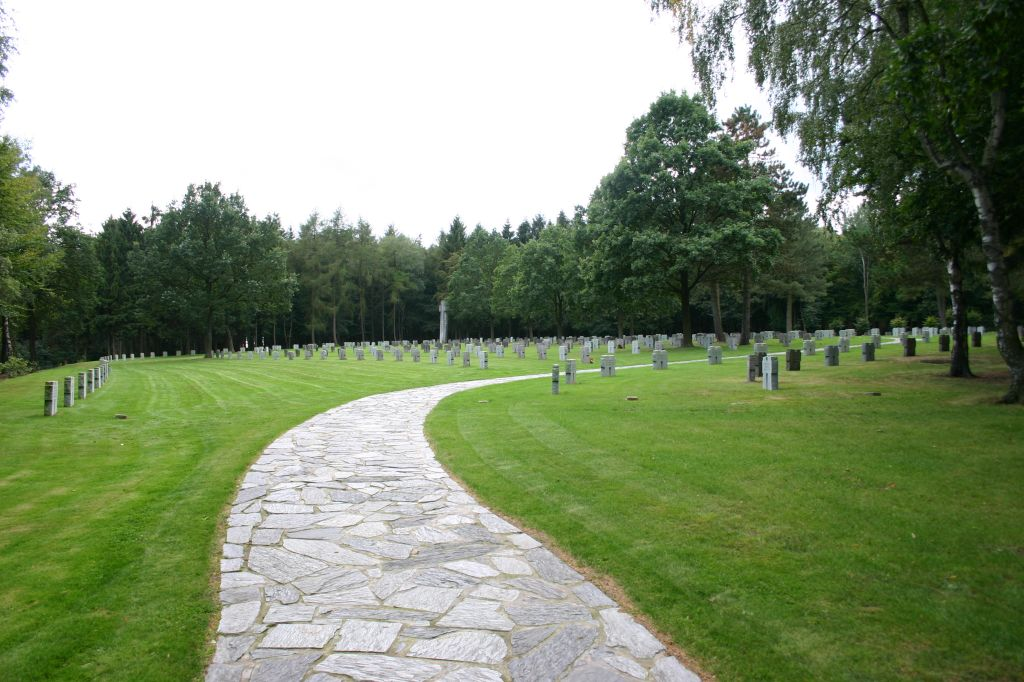
Die Kriegsgräberstätte (2004)

Etwa 500 m vor dem Ort, direkt an der Bundesstraße gelegen, befindet sich die Kriegsgräberstätte Hürtgen. Der Ausbau dieses Soldatenfriedhofes wurde vom Volksbund Deutsche Kriegsgräberfürsorge im Sommer 1950 begonnen und im Jahre 1952 beendet. Die Belegungszahl dieser Ehrenstätte beträgt 2997, und die Zahl der unbekannten Toten beläuft sich heute noch auf 524.

## Verkehr
Mitten durch den Ort führt die Bundesstraße 399.
Busse des Rurtalbus bedienen den Ort auf den AVV-Linien 286 und SB 86. Bis zum 31. Dezember 2019 wurde die Linie 286 vom BVR Busverkehr Rheinland betrieben.
| Linie | Verlauf |
| ----- | --- |
| 286   | Düren Bf/ZOB – StadtCenter – Kaiserplatz – Rölsdorf – Birgel – Gey – (Horm / Straß –) Großhau – Kleinhau – (Brandenberg – Bergstein –) Hürtgen – Vossenack (– Schmidt)                            |
| SB86  | Schnellbus: Düren Bf/ZOB – StadtCenter – Düren Kaiserplatz – Birgel Alte Post – Gey – Großhau – Kleinhau – Hürtgen – Vossenack – Raffelsbrand – Lammersdorf – Paustenbach – Bickerath – Simmerath |